# Nisides Kai Vrachonisides Limnou: Nisos Sergitsi Kai Nisides Diavates, Kompio, Kastria, Tigani, Karkalas, Prasonisi
Nisides Kai Vrachonisides Limnou: Nisos Sergitsi Kai Nisides Diavates, Kompio, Kastria, Tigani, Karkalas, Prasonisi este o arie protejată (arie de protecție specială avifaunistică — SPA) din Grecia întinsă pe o suprafață de 115,35 ha, integral pe uscat.

## Localizare
Centrul sitului Nisides Kai Vrachonisides Limnou: Nisos Sergitsi Kai Nisides Diavates, Kompio, Kastria, Tigani, Karkalas, Prasonisi este situat la coordonatele 40°01′19″N 25°08′07″E / 40.021816°N 25.135396°E.

## Înființare
Situl Nisides Kai Vrachonisides Limnou: Nisos Sergitsi Kai Nisides Diavates, Kompio, Kastria, Tigani, Karkalas, Prasonisi a fost declarat arie de protecție specială avifaunistică în octombrie 2001 pentru a proteja 15 specii de animale.

## Biodiversitate
Situată în ecoregiunea mediteraneană, aria protejată nu include niciun habitat protejat.
La baza desemnării sitului se află mai multe specii protejate de  păsări (15): fâsă-de-câmp (Anthus campestris), pasărea ogorului (Burhinus oedicnemus), prundăraș de sărătură (Charadrius alexandrinus), erete vânăt (Circus cyaneus), lăstun de casă (Delichon urbicum), egretă mică (Egretta garzetta), Emberiza caesia, Falco eleonorae, șoim călător (Falco peregrinus), rândunică (Hirundo rustica), Phalacrocorax aristotelis desmarestii, corcodel mare (Podiceps cristatus), corcodel-cu-gât-negru (Podiceps nigricollis), fluierar de mlaștină (Tringa glareola), fluierar de lac (Tringa stagnatilis)